# سكوت بلوم
سكوت بلوم (بالإنجليزية: Scott Bloom)‏ هو ممثل أمريكي، ولد في 28 يوليو 1973 في الولايات المتحدة.

## أعمال

### أفلام
- (2001) إجاصة دون
- (2002) جون كيو[2]
- (2010) مرحبا بكم في رايليز[3]

## وصلات خارجية
- سكوت بلوم على موقع IMDb (الإنجليزية)
- سكوت بلوم على موقع أول موفي (الإنجليزية)
- سكوت بلوم على موقع قاعدة بيانات الفيلم (الإنجليزية)